# 臭化鉛(II)
臭化鉛（しゅうかなまり、英: Lead(II) bromide）は鉛の臭化物で、化学式PbBr2で表される無機化合物である。臭化物溶液中に硝酸鉛(II)を加えると臭化鉛が沈殿する。室温では白色の粉末であるが、367℃以上に加熱すると弱い導電性を持つ無色の液体になる。粉末の状態では水に微溶（0℃の水100gあたり0.455g）だが、沸騰した熱湯では溶解度は約10倍となる。

## 安全性
日本の毒物及び劇物取締法では劇物に分類されている。摂取すると、神経や腎臓などに鉛中毒の症状が生じる。国際がん研究機関による発癌性評価ではグループ2A（ヒトに対しておそらく発癌性がある）に分類されている。